# コルモ
株式会社コルモは、かつて存在した日本のパチスロ機メーカーである。
パチスロの基準が5号機に移行してから参入した企業のひとつである。パチスロ機の筐体はSNKプレイモアから供給を受けていた。

## パチスロ機種一覧
| 機種名                           | 発売年月   | 備考             |
| -------------------------------- | ---------- | ---------------- |
| ジャンジャン飯店                 | 2007年7月  | 初参入機         |
| クイージ                         | 2008年4月  |                  |
| 犬キング                         | 2008年8月  |                  |
| シーシー                         | 2009年4月  |                  |
| つばさTAKE OFF                   | 2009年8月  |                  |
| ファイヤービーク                 | 2010年1月  |                  |
| 神人八犬伝                       | 2010年4月  |                  |
| 天空のシンフォニア               | 2010年10月 | 初のタイアップ機 |
| 天空のシンフォニア〜光を求めて〜 | 2012年7月  |                  |